# HMS Agincourt (S125)
El HMS Agincourt (S125) será el último de los siete submarinos de ataque de propulsión nuclear de la clase Astute construidos para la Royal Navy.
Fue ordenado a BAE Systems en 2018, aguardando el inicio de su construcción.